# هوارد لانس
هوارد لانس (بالإنجليزية: Howard Lance)‏ هو مسير أعمال أمريكي، ولد في 15 ديسمبر 1955 في إيست بيوريا في الولايات المتحدة.

## وصلات خارجية
- هوارد لانس على موقع إن إن دي بي (الإنجليزية)